# Eichensee (Parsberg)
Eichensee ist ein Gemeindeteil der Stadt Parsberg im Landkreis Neumarkt in der Oberpfalz in Bayern.

## Geografie
Der Weiler liegt in einem Trockental der Hochebene der Fränkischen Alb in einer Höhe von 516 m ü. NHN und jeweils etwa sieben Kilometer entfernt von Parsberg südlich, Velburg westlich und Hohenfels östlich. Die Böden sind geprägt von einem hohen Kalkgehalt, auf dem einen Kilometer östlich des Ortes in industriellem Umfang Tagebau betrieben wird (Steinbruch). Nördlich des Ortes erstreckt sich das weitläufige Gelände des Truppenübungsplatzes Hohenfels.

## Geschichte

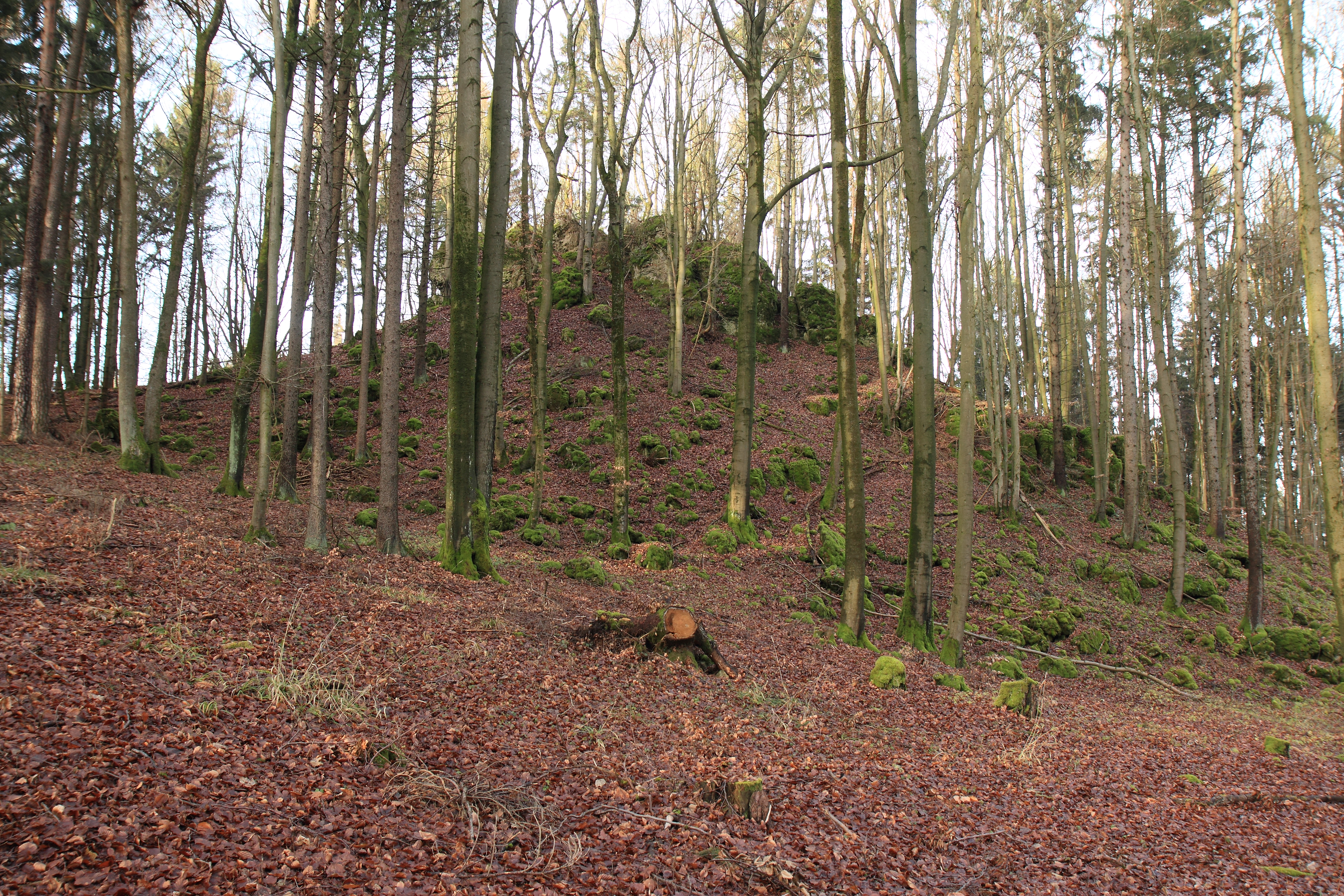
Stiegerfelsen

Die Umgebung von Eichensee war bereits in der späten Hallstadt- und frühen Latènezeit dauerhaft besiedelt, wie einzelne Lesefunde von heute als Bodendenkmal geschützten Bestattungsplätzen mit verebneten Grabhügeln 700 m westlich und nordöstlich des heutigen Ortskernes belegen. Auf dem etwa 700 m südwestlich gelegenen, 629 m ü. NHN hohen Mayersberg befand sich eine Wallanlage mit einer über 6000 m² großen Höhensiedlung der Späthallstatt- /Frühlatènezeit um den Stiegerfelsen herum (siehe Bild). Während der römischen Kaiserzeit verlieren sich sämtliche Besiedlungsspuren und der Ort taucht erst nach der Jahrtausendwende als Rodungssiedlung wieder auf. Eine ersturkundliche Erwähnung findet sich von 1401, als den „feinen Herren von Eichenseern“ gehörig, die dem Kurfürsten Friedrich zu Neumarkt untertan waren.
Nach unklaren Geschicken des Ortes im Spätmittelalter zeigt das bayerische Urkataster Eichensee in den 1810er Jahren als einen Weiler mit fünf Herdstellen und drei Weihern. Deren größter befand sich in der Ortsmitte und war wohl der namensstiftende Eichensee.  Die Weiher waren als Himmelsteiche allesamt ausschließlich von Niederschlägen gespeist und sind heute zugeschüttet, verebnet und überbaut.
Im Zuge der Gebietsreform in Bayern wurde Eichensee in den frühen 1970er Jahren zur Stadt Parsberg hin eingemeindet.
Noch heute ist der Ort überwiegend landwirtschaftlich geprägt.